# Juan Adelarpe Alonso
Juan Adelarpe Alonso Aristiaguirre (Hondarribia, 13 de desembre de 1928 - 8 de setembre de 1994) va ser un porter basc que va desenvolupar la major part de la seva carrera al Reial Madrid CF. Va formar part dels equips del Madrid que van guanyar la Copa d'Europa els anys 1956, 1957 i 1958. Va jugar com a titular la final de la Copa d'Europa de 1958, que el Madrid va guanyar per 3-2 contra l'AC Milan a Heysel. Alonso va guanyar el Trofeu Ricardo Zamora durant la temporada 1954–55. Al final de la seva carrera va jugar alguns partits amb el segon equip del Reial Madrid, que aleshores jugava amb el nom d'AD Plus Ultra a la segona divisió.
Internacionalment només va aconseguir jugar dos cops amb la selecció espanyola, ja que tenia per davant a Ignacio Eizaguirre i Antoni Ramallets.

## Palmarès
| Títol               | Equip        | País    | Any  |
| ------------------- | ------------ | ------- | ---- |
| Petita Copa del Món | Reial Madrid | Espanya | 1952 |
| Lliga espanyola     | Reial Madrid | Espanya | 1954 |
| Lliga espanyola     | Reial Madrid | Espanya | 1955 |
| Copa Llatina        | Reial Madrid | Espanya | 1955 |
| Copa Llatina        | Reial Madrid | Espanya | 1956 |
| Copa d'Europa       | Reial Madrid | Espanya | 1956 |
| Petita Copa del Món | Reial Madrid | Espanya | 1956 |
| Lliga espanyola     | Reial Madrid | Espanya | 1957 |
| Copa d'Europa       | Reial Madrid | Espanya | 1957 |
| Lliga espanyola     | Reial Madrid | Espanya | 1958 |
| Copa d'Europa       | Reial Madrid | Espanya | 1958 |
| Copa d'Europa       | Reial Madrid | Espanya | 1959 |